# Шмитт, Лилиана
Лилиа́на Шмитт (нем. Liliana Schmitt) — австрийская кёрлингистка.
В составе смешанной парной сборной Австрии участник чемпионата мира 2010 (заняли пятнадцатое место). Двукратная чемпионка Австрии среди женщин, серебряный призёр чемпионата Австрии среди смешанных команд.
Вне кёрлинга является руководителем и CEO польской производственной компании Biprotrans - Kuliński Sp. z o.o.

## Достижения
- Чемпионат Австрии по кёрлингу среди женщин: золото (2012, 2016), серебро (2010, 2011), бронза (2013).
- Чемпионат Австрии по кёрлингу среди смешанных команд: серебро (2010)[4].

## Команды
| Сезон                       | Четвёртый     | Третий       | Второй | Первый | Запасной | Турниры              |
| --------------------------- | ------------- | ------------ | ------ | ------ | -------- | -------------------- |
| Кёрлинг среди смешанных пар |               |              |        |        |          |                      |
| 2009—10                     | Лилиана Шмитт | Маркус Шмитт |        |        |          | ЧМСП 2010 (15 место) |

(скипы выделены полужирным шрифтом)